# 舒布拉內茨
48°23′43″N 25°53′10″E / 48.39528°N 25.88611°E
舒布拉內茨（烏克蘭語：Шубранець）是位於烏克蘭西南部的村莊，由切爾諾夫策州切爾諾夫策區的霍里什尼舍里夫齊市鎮負責管轄。該村海拔高度200米，2001年該村落人口1,787，99%居民使用烏克蘭語。